# Coppa Svizzera 1939-1940
La Coppa Svizzera 1939-1940 è stata la 15ª edizione della manifestazione calcistica. È iniziata nell'ottobre 1939 e si è conclusa il 25 marzo 1940. Questa edizione della coppa vide la vittoria finale del Grasshoppers.

## Regolamento
Turni ad eliminazione diretta in gara unica. In caso di paritá al termine dei tempi supplementari, la partita veniva ripetuta a campo invertito.

### Turno Preliminare
| Squadra 1           | Risultato     | Squadra 2                 |
| ------------------- | ------------- | ------------------------- |
| 15 ottobre 1939     |               |                           |
| Wettingen           | 4 - 0         | Baden                     |
| 22 ottobre 1939     |               |                           |
| Adliswil            | ? - ?         | FC Langnau a/A            |
| Arbon               | 2 - 4         | Fortuna San Gallo         |
| Black Stars Basilea | ? - ?         | Breite Basilea            |
| Gossau              | 2 - 4         | Herisau                   |
| Kestenholz          | 0 - 5         | Fulgor Grenchen           |
| Langenthal          | 4 - 2         | Burgdorf                  |
| Langnau             | 1 - 4         | Ticino Berna              |
| Laufen              | 4 - 2         | Allschwil                 |
| Madretsch           | 2 - 3         | Nidau                     |
| Muttenz             | 4 - 3         | Old Boys Basilea          |
| Olimpia             | 0 - 1         | Liestal                   |
| Red Star            | 3 - 4         | Wiedikon                  |
| SV Sciaffusa        | 0 - 12        | Sciaffusa                 |
| Schlieren           | 0 - 2         | Ticinesi                  |
| Sporting Aarau      | 2 - 1         | Erlinsbach                |
| Trimbach            | 1 - 3         | Olten                     |
| Widnau              | 5 - 1         | Rorschach                 |
| Winterthur          | 5 - 1         | Phönix Seen               |
| Wohlen              | 7 - 0         | Lenzburg                  |
| Yverdon             | 5 - 0         | Concordia Yverdon         |
| Schöftland          | 2 - 1         | Unterentfelden            |
| Amical Saint-Prex   | 0 - 3         | Renens                    |
| Bözingen 34         | 0 - 3         | Grünstern                 |
| Chênois             | 3 - 0         | Cointrin                  |
| Compesières         | 0 - 3         | Amicale Abattoirs Ginevra |
| Couvet              | 3 - 0         | Comete                    |
| Oerlikon            | 3 - 0         | Wetzikon                  |
| Saint-Leonard       | 0 - 3         | Sierre                    |
| Stade Payerne       | 3 - 0         | Central Friburgo          |
| Thun                | 0 - 3         | Minerva                   |
| Weinfelden          | 0 - 3         | Kreuzlingen               |
| Xamax Neuchâtel     | 0 - 3         | Colombier                 |
| Vallorbe            | [ 2 ]         | Orbe                      |
| Biberist            | 2 - 2(d.t.s.) | Utzenstorf                |
| Höngg               | 3 - 3(d.t.s.) | Hakoah Zurigo             |
| 29 ottobre 1939     |               |                           |
| Utzenstorf          | 3 - 0         | Biberist                  |
| 5 novembre 1939     |               |                           |
| Hakoah Zurigo       | 5 - 3         | Höngg                     |

### Primo Turno Preliminare
- FC Sierre, FC Thalwil, SV Helvetik Basilea, SC Derendingen, FC Yverdon e FC Laufen passano il turno senza giocare.

| Squadra 1                | Risultato     | Squadra 2                 |
| ------------------------ | ------------- | ------------------------- |
| 5 novembre 1939          |               |                           |
| Aigle                    | 2 - 0         | Chippis                   |
| Ballspielclub Zurigo     | 2 - 0         | Hakoah Zurigo             |
| Buchs                    | 5 - 4         | Sporting Club Aarau       |
| Chênois                  | 2 - 1         | Amicale Abattoirs Ginevra |
| Espérance                | 3 - 0         | Club Athletique Ginevra   |
| Fortuna San Gallo        | 2 - 3         | Widnau                    |
| Helvetia                 | 1 - 0         | Köniz                     |
| Herisau                  | 5 - 2         | Flawil                    |
| Industrie Zurigo         | 5 - 2         | Wiedikon                  |
| Kickers Lucerna          | 6 - 1         | Emmenbrücke               |
| Kreuzlingen              | 7 - 3(d.t.s.) | Frauenfeld                |
| Küsnacht                 | 1 - 3         | Team Ticino               |
| Lachen/Altendorf         | 3 - 1         | Adliswil                  |
| Muhen                    | 4 - 2         | Gränichen                 |
| Muttenz                  | 7 - 0         | Sissach                   |
| Neuveville               | 1 - 2         | Colombier                 |
| Nidau                    | 3 - 5         | Aurore Bienne             |
| Oberwinterthur           | 2 - 5         | Tössfeld                  |
| Oerlikon                 | 1 - 3         | Wallisellen               |
| Oerlikon/Polizei         | 0 - 2         | Altstetten                |
| Racing Losanna           | 3 - 1         | Malley                    |
| Reconvilier              | 0 - 3         | Tramelan                  |
| Renens                   | 7 - 1         | Pully                     |
| Richemond                | 1 - 4         | Stade Payerne             |
| Sciaffusa                | 5 - 0         | Feuerthalen               |
| Stade Lausanne           | 8 - 1         | Gland                     |
| Sylvia                   | 3 - 1         | Floria                    |
| Tavannes                 | 1 - 2         | Moutier                   |
| Thayngen                 | 3 - 7         | Neuhausen                 |
| Ticino Berna             | 2 - 7         | Minerva                   |
| Turgi                    | 3 - 8         | Wettingen                 |
| Uster                    | 5 - 2         | Seebach                   |
| Veltheim                 | 2 - 3         | Wülflingen                |
| Winterthur               | 4 - 3         | Töss                      |
| Wipkingen                | 3 - 2         | Diana                     |
| Wohlen                   | 3 - 1         | Rupperswil                |
| Wynae                    | 2 - 8         | Olten                     |
| Zähringia Berna          | 1 - 2         | Victoria                  |
| Zofingen                 | 6 - 3         | Langenthal                |
| Pratteln                 | 0 - 0(d.t.s.) | Liestal                   |
| Stade Nyonnais           | 2 - 2(d.t.s.) | La Tour-de-Peilz          |
| Biberist                 | 3 - 0)        | Gerlafingen               |
| Couvet                   | 0 - 3         | Fleurier                  |
| Fulgor Grenchen          | 3 - 0         | Wacher Grenchen           |
| Grünstern                | 3 - 0         | Aegerten-Brügg            |
| Porrentruy               | 3 - 0         | Delémont                  |
| Pro Daro                 | 3 - 0         | Melide                    |
| St. Imier                | 3 - 0         | Gloria-Sports Le Locle    |
| Schönenwerd-Niedergösgen | 3 - 0         | Schöftland                |
| 12 novembre 1939         |               |                           |
| La Tour-de-Peilz         | 3 - 0         | Stade Nyonnais            |
| Liestal                  | 3 - 0         | Pratteln                  |

### Secondo Turno Preliminare
- Entrano in lizza le squadre di Prima Lega

| Squadra 1                   | Risultato      | Squadra 2               |
| --------------------------- | -------------- | ----------------------- |
| 26 novembre 1939            |                |                         |
| Aarau                       | 2 - 0          | Buochs                  |
| Aigle                       | 0 - 6          | Monthey                 |
| Altstetten                  | 2 - 1          | Ticinesi                |
| Aurore Bienne               | 1 - 0          | Porrentruy              |
| Ballspielclub Zurigo        | 5 - 0          | Wipkingen               |
| Blue Star                   | 4 - 0          | Wallisellen             |
| Bienne-Boujean              | 0 - 2          | Tramelan                |
| Derendingen                 | 0 - 5          | Soletta                 |
| Dopolavoro Ginevra          | 2 - 1          | Club Athletique Ginevra |
| Étoile-Sporting             | 3 - 0          | Sylva-Sports Le Locle   |
| Friburgo                    | 12 - 0         | Stade Payerne           |
| Fleurier                    | 2 - 4          | St. Imier               |
| Fulgor Grenchen             | 0 - 4          | Gerlafingen             |
| Grünstern                   | 3 - 1          | Yverdon                 |
| Herisau                     | 3 - 8          | Brühl                   |
| Helvetia                    | 6 - 4          | Minerva                 |
| Kreuzlingen                 | 7 - 0          | Widnau                  |
| Lachen/Altendorf            | 3 - 1          | Chur                    |
| La Tour-de-Peilz            | 5 - 3          | Renens                  |
| Laufen                      | 3 - 4          | Helvetia Berna          |
| Liestal                     | 1 - 3          | Olten                   |
| Locarno                     | 5 - 0          | Thalwil                 |
| Montreux-Sports             | 4 - 2          | Sierre                  |
| Moutier                     | 1 - 5          | Concordia Basilea       |
| Muhen                       | 3 - 12         | Schöftland              |
| Muttenz                     | 1 - 3          | Birsfelden              |
| Pro Daro                    | 2 - 0          | Chiasso                 |
| Uster                       | 6 - 4 (d.t.s.) | SCI Juventus Zurigo     |
| Urania Ginevra              | 2 - 0          | Chênois                 |
| Vevey                       | 8 - 2          | Stade Lausanne          |
| Victoria Berna              | 1 - 8          | Berna                   |
| Wohlen                      | 0 - 3          | Wettingen               |
| Wülflingen                  | 3 - 1          | Neuhausen               |
| Zofingen                    | 1 - 6          | Basilea                 |
| Zurigo                      | 9 - 2          | Tössfeld                |
| Bellinzona                  | 3 - 3 (d.t.s.) | Kickers Lucerna         |
| Industrie Zurigo            | 3 - 3 (d.t.s.) | SC Zugo                 |
| Racing Losanna              | 1 - 1 (d.t.s.) | Forward Morges          |
| Sciaffusa                   | 5 - 5 (d.t.s.) | Winterthur              |
| Cantonal Neuchâtel          | (sospesa)      | Colombier               |
| 10 dicembre 1940 (spareggi) |                |                         |
| Cantonal Neuchâtel          | 12 - 2         | Colombier               |
| Bellinzona                  | [ 3 ]          | Kickers Lucerna         |
| Racing Losanna              | (sospesa)      | Forward Morges          |
| 17 dicembre 1940 (spareggi) |                |                         |
| SC Zugo                     | 2 - 1          | Industrie Zurigo        |
| Winterthur                  | 0 - 3          | Sciaffusa               |
| 24 dicembre 1940 (spareggi) |                |                         |
| Racing Losanna              | 1 - 3          | Forward Morges          |

### Terzo Turno Preliminare
| Squadra 1                   | Risultato     | Squadra 2          |
| --------------------------- | ------------- | ------------------ |
| 24 dicembre 1939            |               |                    |
| Aurore Bienne               | 3 - 2(d.t.s.) | Monthey            |
| Birsfelden                  | 5 - 2         | Helvetia Berna     |
| Brühl                       | 2 - 1         | Kreuzlingen        |
| Concordia Basilea           | 1 - 4         | Olten              |
| Étoile-Sporting             | 8 - 0         | Tramelan           |
| Friburgo                    | 7 - 1         | Grünstern          |
| Helvetia                    | 0 - 1         | Berna              |
| Lachen/Altendorf            | 5 - 0         | Locarno            |
| La Tour-de-Peilz            | 3 - 5         | Dopolavoro Ginevra |
| Schöftland                  | 1 - 4         | Basilea            |
| Sciaffusa                   | 5 - 2         | Wülflingen         |
| Soletta                     | 0 - 1         | Gerlafingen        |
| St. Imier                   | 2 - 7         | Cantonal Neuchâtel |
| Urania Ginevra              | 3 - 1         | Vevey              |
| Uster                       | 2 - 0         | Blue Star          |
| Zurigo                      | 2 - 3         | Altstetten         |
| Bellinzona                  | 1 - 1(d.t.s.) | Pro Daro           |
| Wettingen                   | 2 - 2(d.t.s.) | Aarau              |
| 31 dicembre 1939            |               |                    |
| Ballspielclub Zurigo        | 2 - 4         | Zugo               |
| Forward Morges              | 9 - 2         | Montreux-Sports    |
| 31 dicembre 1939 (spareggi) |               |                    |
| Aarau                       | 4 - 1         | Wettingen          |
| Pro Daro                    | 1 - 2         | Bellinzona         |

### Sedicesimi di finale
- Entrano in lizza le squadre di Lega Nazionale.

| Squadra 1                  | Risultato      | Squadra 2          |
| -------------------------- | -------------- | ------------------ |
| 7 gennaio 1940             |                |                    |
| Altstetten                 | 0 - 2 (d.t.s.) | San Gallo          |
| Basilea                    | 2 - 4          | Aarau              |
| Bienne                     | 0 - 1          | Cantonal Neuchâtel |
| Birsfelden                 | 0 - 1          | Nordstern          |
| Lachen/Altendorf           | 6 - 2          | FC Zugo            |
| La Chaux-de-Fonds          | 2 - 1 (d.t.s.) | Étoile-Sporting    |
| Losanna                    | 1 - 0          | Dopolavoro Ginevra |
| Lucerna                    | 6 - 1          | Uster              |
| Lugano                     | 2 - 1          | Bellinzona         |
| Sciaffusa                  | 0 - 9          | Grasshoppers       |
| Urania Ginevra             | 2 - 1          | Servette           |
| Young Boys                 | 2 - 1          | Aurore Bienne      |
| Young Fellows              | 2 - 1          | Brühl              |
| Gerlafingen                | 1 - 1 (d.t.s.) | Olten              |
| Grenchen                   | 3 - 3 (d.t.s.) | Berna              |
| Friburgo                   | 1 - 1 (d.t.s.) | Forward Morges     |
| 21 gennaio 1940 (spareggi) |                |                    |
| Berna                      | 0 - 2          | Grenchen           |
| Forward Morges             | 1 - 0          | Friburgo           |
| Olten                      | 1 - 4          | Gerlafingen        |

### Ottavi di finale
| Squadra 1                    | Risultato      | Squadra 2         |
| ---------------------------- | -------------- | ----------------- |
| 11 febbraio 1940             |                |                   |
| Cantonal Neuchâtel           | 1 - 3          | Grenchen          |
| Grasshoppers                 | 2 - 1          | San Gallo         |
| Gerlafingen                  | 1 - 5          | Young Boys        |
| Forward Morges               | 0 - 1          | La Chaux-de-Fonds |
| Lachen                       | 2 - 8          | Lugano            |
| Urania Ginevra               | 0 - 2          | Losanna           |
| Young Fellows                | 3 - 0          | Lucerna           |
| Aarau                        | 3 - 3 (d.t.s.) | Nordstern         |
| 18 febbraio 1940 (spareggio) |                |                   |
| Nordstern                    | 3 - 2 (d.t.s.) | Aarau             |

### Quarti di finale
| Squadra 1        | Risultato | Squadra 2         |
| ---------------- | --------- | ----------------- |
| 25 febbraio 1940 |           |                   |
| Grenchen         | 5 - 4     | La Chaux-de-Fonds |
| Lugano           | 0 - 2     | Grasshoppers      |
| Nordstern        | 1 - 3     | Losanna           |
| Young Boys       | 5 - 2     | Young Fellows     |

### Semifinali
| Squadra 1     | Risultato | Squadra 2  |
| ------------- | --------- | ---------- |
| 10 marzo 1940 |           |            |
| Grasshoppers  | 2 - 0     | Young Boys |
| Losanna       | 0 - 3     | Grenchen   |

### Finale
| Arbitro: | Wüthrich (Berna) |

|                                                                                             |            |                                                                                          |
| Grubenmann 8’, 83’ Thönen 70’                                                               | Marcatori  |                                                                                          |
| Huber Lehmann Minelli Rauch Vernati Springer Thonen Xam Abegglen Grubenmann Fauguel Bickel. | Formazioni | Ballabio Guerne Kaufmann Misteli Lithi Plancherel Buser Ducommun Artimovics Aeby Tanner. |
| Karl Rappan                                                                                 | Allenatori | Josef Artimovics                                                                         |